# Gajne
Gajne (niem. Gaynen) – osada w Polsce położona w województwie warmińsko-mazurskim, w powiecie mrągowskim, w gminie Piecki. Miejscowość wchodzi w skład sołectwa Gant. W latach 1975–1998 miejscowość administracyjnie należała do województwa olsztyńskiego.

## Historia
Dawny dwór szlachecki, istniał już w XV w. Szkoła wiejska powstała około 1750 r. W 1785 r. we wsi było 19 domów. W 1815 r. w 12 domach mieszkały 63 osoby. W 1838 r. we wsi było 15 domów i 130 mieszkańców. Do dworu należało jezioro o tej samej nazwie, osuszone w 1870 r. W 1904 r. dobra dworskie obejmowały 48 włók.
Po 1945 był tu PGR, należący do sołectwa Gant.